# Hunter Pence
Hunter Andrew Pence (nascido em 13 de abril de 1983) é um jogador profissional de beisebol da Major League Baseball atuando como campista direito pelo San Francisco Giants. Anteriormente jogou pelo Houston Astros e Philadelphia Phillies. Foi membro da equipe campeã das   World Series de 2012 e 2014 pelo San Francisco Giants.

## Vida pessoal
Pence apareceu como ele mesmo em um episódio da sitcom de televisão Fuller House em 2016.